# Полкова канцелярія
Полкова́ канцеля́рія — установа полкової адміністрації в Україні в другій половині 17-18 століть.
Очолював полкову канцелярію полковник, який за її допомогою керував військовими та цивільними справами полку. Діяльністю полкової канцелярії відав полковий писар, якому підлягали канцеляристи — 10-16 чололовік. У канцелярії велося діловодство полку, сюди надходили гетьманські та царські укази, універсали, ордери; звідси надсилались відповіді на них і листи до сотенних урядів, складались книги прибутків та видатків тощо. Полкова канцелярія укладала і зберігала полковий архів.

## Гетьманщина
У військових справах П.к. залежала безпосередньо від гетьмана та Генеральної військової канцелярії, у фінансових — від Генеральної скарбової канцелярії і Генеральної лічильної комісії, у поліцейських — підпорядковувалася Генеральній військовій канцелярії — і в судових — Генеральному військовому суду. Діловодством П.к. керував полковий писар, якому підпорядковувалися реєнт (помічник полкового писаря) та канцеляристи (від кількох до кільканадцяти). П.к. розташовувалася, як правило, в будинку полковника, інколи — у магістраті. П.к. займалася веденням і збереженням компутів, у ній готувалися різноманітні документи — універсали, накази, листи полковників, ордери, рапорти, донесення, промеморії, інструкції та ін. Усе діловодство контролював полковник, а також Генеральна військова канцелярія. Значне місце в діловодстві П.к. займали нотаріальні справи — заповіти, дарчі, акти купівлі-продажу, написання й видача копій із різних документів тощо. 1720 в П.к. утворено повиття (відділи) на чолі з повитчиками, обов'язки яких виконували старші канцеляристи. Із 1722 П.к. розмежувалася на «присутствіе» і власне канцелярію. До полкового «присутствія» входили — полковник, обозний і писар. Засідання відбувалися щодня, на них розглядалися найрізноманітніші поточні справи. 1732 при П.к. з'явилися полкові лічильні комісії, до кожної з яких входили — комісар (із значкових товаришів), один із полкових канцеляристів і по 4 виборні козаки (на кожен місяць). Діяльністю полкової лічильної комісії відав канцелярист Генеральної військової канцелярії. Полкові канцелярії були також своєрідними школами для підготовки кваліфікованих канцеляристів. Полкові канцелярії існували до 1780-х рр., коли царський уряд ліквідував козацький полковий устрій в Україні.

## На Слобожанщині
На Слобожанщині П.к. підпорядковувалися воєводі, а через нього — Білгородському столу Розрядного приказу в Москві, від 1719 — Білгородській провінційній канцелярії, від 1726 — Військовій колегії. Царським маніфестом від 28 липня 1765 замість П.к. на Слобожанщині створено провінційні канцелярії.